# Llengua piscataway
El piscataway o conoy és una llengua algonquina extinta que abans parlaven els piscataway, un cacicat dominant al sud de Maryland a la riba occidental de la badia de Chesapeake en el moment del contacte amb els colons anglesos. El piscataway, també és conegut com conoy (de l'etnònim donat en iroquès), es considera un dialecte de la llengua nanticoke.
Aquesta designació es basa en les poques proves documentals que resten de la llengua piscataway. També es creu que la tribu doeg, llavors resident a l'actual Virgínia del Nord, parlava una variant de la mateixa llengua. Aquests dialectes eren intermedis entre la llengua nativa americana lenape parlada al nord d'aquesta zona (als actuals Delaware, Nova Jersey, Maryland, Pennsilvània, Nova York i Connecticut) i la llengua powhatan, antigament parlada al sud, en el que ara és Tidewater de Virgínia.
Avui dia el piscataway no es parla, però en persisteixen registres escrits. Segons The Languages of Native North America, el piscataway, també anomenat conoy (del nom iroquès de la tribu), era un dialecte del nanticoke. Aquesta assignació depèn del nombre insuficient de documents accessibles tant del piscataway com del nanticoke. S'identifica amb els dialectes lenape (unlachtigo, unami i muncy; parlats al que ara s'anomena Pennsilvània, Maryland, Delaware, Nova Jersey, Nova York i Connecticut), i està més estretament relacionat amb el powhatan, que abans es parlava a l'àrea de l'actual Virgínia. Els primers parlants van viure a la riba occidental de la badia de Chesapeake, avui part de Maryland. En particular ocupaven els turons al cursos baixos del Potomac i del Patuxent.
L'evangelista jesuïta, el pare Andrew White, va traduir el catecisme catòlic a l'idioma piscataway el 1610, i altres professors d'anglès van reunir materials en llengua piscataway. La còpia original és una instrucció catòlica de cinc pàgines escrita en piscataway; és el principal registre supervivent de la llengua.

## Classificació

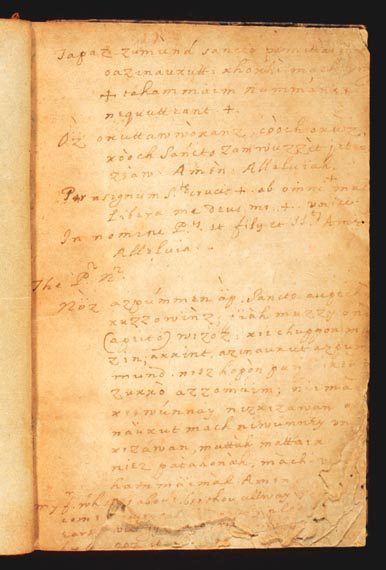
Oracions del Catecisme Catòlic escrites a mà en els idiomes piscataway, llatí i anglès per un missioner catòlic de la tribu piscataway, Andrew White, SJ, ca. 1634–1640. Biblioteca Lauinger, Universitat de Georgetown

El piscataway es classifica com una llengües algonquines orientals:
- Àlgic (42)
  - algonquí (40)
    - Algonquí oriental (12)
      - Nanticoke-Conoy (2)
        - Nanticoke [nnt] (un idioma dels Estats Units)
        - Piscataway [psy] (una llengua dels Estats Units)

## Fonologia
Aquesta secció ofereix l'inventari de fonemes reconstruït per Mackie (2006).
|            |            | Bilabial | Alveolar | Post-alveolar | Palatal | Velar | Glotal |
| ---------- | ---------- | -------- | -------- | ------------- | ------- | ----- | ------ |
| Oclusiva   | Oclusiva   | p        | t        |               |         | k     |        |
| africada   | africada   |          |          | tʃ            |         |       |        |
| Nasal      | Nasal      | m        | n        |               |         |       |        |
| Fricativa  | plana      |          | s        | ʃ             |         | x     | h      |
| Fricativa  | expressat  |          | z        |               |         |       |        |
| Aproximant | Aproximant | w        |          |               | j       |       |        |

|                   | Curt | Llarg |
| ----------------- | ---- | ----- |
| Tancada           | i    |       |
| Mitjana           | e    | eː    |
| Oberta            | a    |       |
| Posterior Mitjana | o    | oː    |
| Posterior tancada | u    | uː    |